# سدادة (الصرف الصحي)

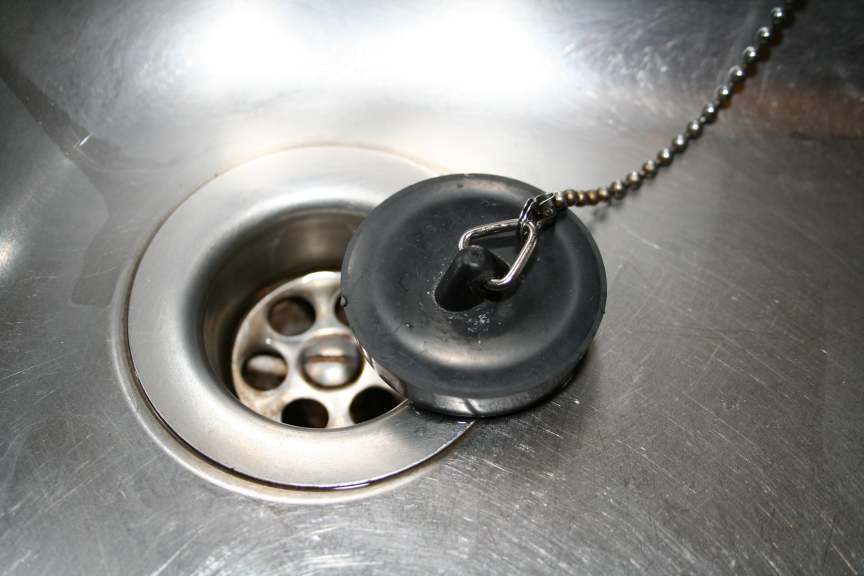
سدادة حوض في حمام منزلي.

السدادة في مجال تطهير المياه واللوازم الصحية، هي أداة يستعان بها لإغلاق منفذ صرف بإحكام. ويسمح إغلاق المصرف بملئ الحاوية بالسوائل. وتختلف السدادات عن الغطيان التي تغطي الثقب فحسب لأنها تُدفع إلى داخل الثقب فيحويها.

## السدادة التقليدية
تُصنع السدادات غالبا من مادة لينة مثل المطاط، أو تكون ذات حواف لينة، وذلك كي تدخل في ثقوب أصغر منها بقليل، مما يضمن إحكام الغلق.

## السدادة المنبثقة

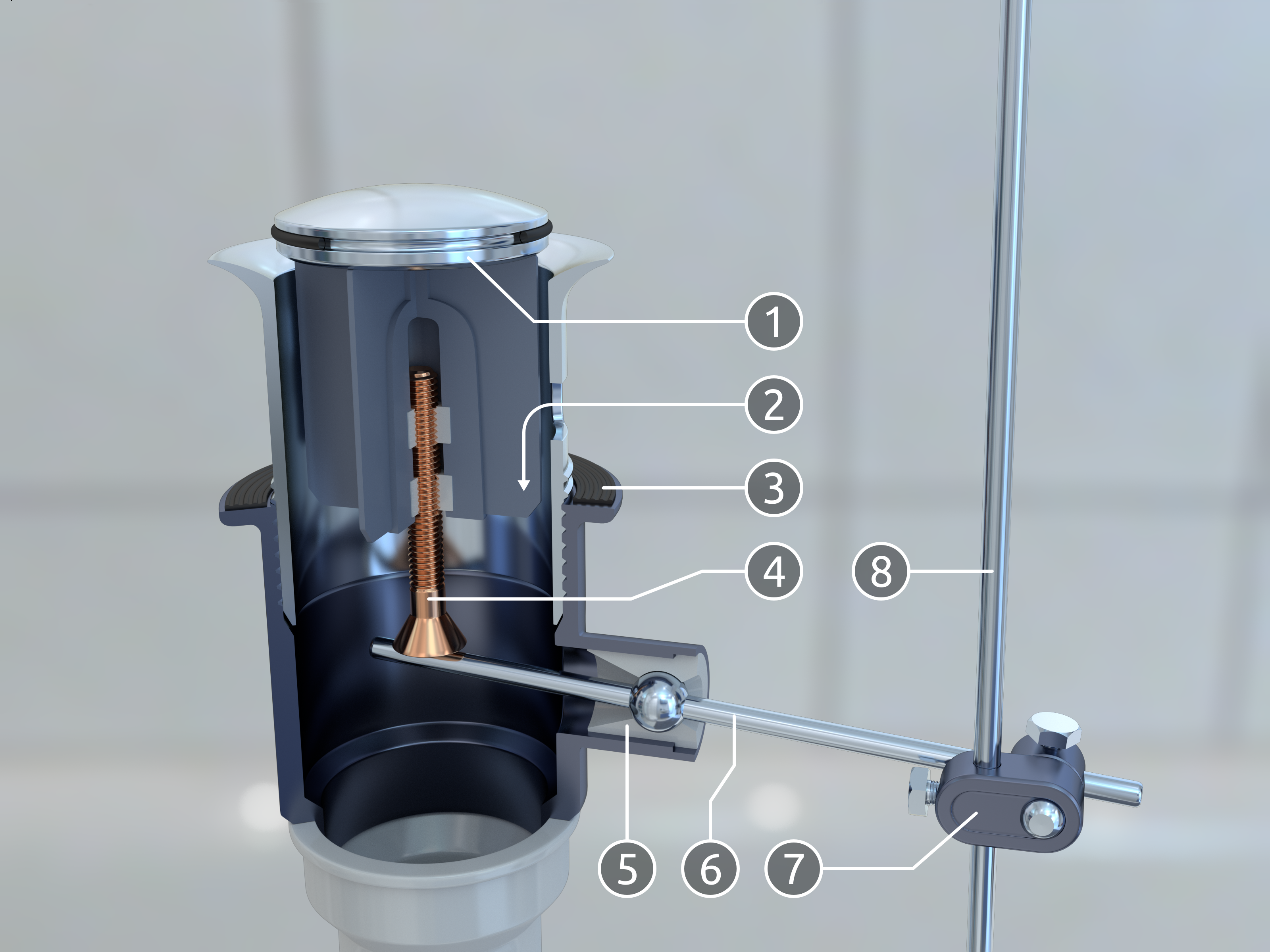
1. صفيحة صمام ذات حشية
2. مدخل فيضان الحوض
3. حافة مانعة
4. برغي لتعديل الطول
5. وصلة كروية
6. ذراع المشغل
7. وصلة
8. ذراع التحكم

بعض الأحواض الحديثة لها سدادة منبثقة يشغلها مقبض يتحرك لأعلى ولأسفل لفتح وإغلاق المصرف، وفي حمامات المنازل يكون غالبا وراء الصنبور.